# Saigon Kick
Saigon Kick est un groupe de heavy metal américain, originaire de Miami, en Floride. Le groupe est actif durant une première période, entre 1988 et 2000. Après sa séparation, le groupe revient douze ans plus tard, en 2012.

## Biographie

### Débuts (1988–1992)
Saigon Kick est formé en 1988 à Miami, en Floride, par Jason Bieler (guitares), Matt Kramer (chant), Phil Varone (batterie) et Tom Defile (basse). Écumant régulièrement les clubs de la région, le groupe est signé par le label Atlantic Records en 1990. En 1991 parait son premier album éponyme et le groupe peut tourner avec des groupes comme Cheap Trick et King's X. 
En 1992, le groupe retourne en studio pour l'enregistrement de son deuxième album, The Lizard. L'album connait rapidement le succès grâce au single qui en fait extrait, Love is on the Way, qui est, comme l'album, certifié disque d'or aux États-Unis. Avant que le groupe parte en tournée, notamment en compagnie du groupe Extreme, le bassiste Tom Defile est remplacé par Chris McLernon.

### Activité et séparation (1993–2000)
Avant l'enregistrement de leur troisième album, Water, Matt Kramer quitte lui aussi le groupe. Jason Bieler décide alors d'assurer le chant en même temps que les parties de guitares. Néanmoins après la sortie de l'album, Pete Dembrowski rejoint le groupe pour la tournée. Saigon Kick tournera intensivement pendant les années 1994 et 1995 en support de leur quatrième album, Devil in the Details et en 1996. Cependant, il n'atteindra plus jamais le succès de The Lizard et se sépare
En 1997, avec Matt Kramer de retour et Phil Varone remplacé par Ricky Sanders, le groupe fait une tentative de reformation, mais les divergences sont trop fortes et cela n'aboutit pas. En 1999, Bieler, Dembrowski et Sanders enregistrent le dernier album de Saigon Kick, Bastards, avant de changer le nom du groupe en Super TransAtlantic. En 2000, Kramer, Varone, Defile avec le guitariste de Slaughter, Jeff Blando, partent en tournée sous le nom de Saigon Kick, puis se séparent à nouveau, cette même année.

### Retour (depuis 2012)
Le 21 septembre 2012, Saigon Kick annonce son retour sur sa page Facebook. Le 25 février 2013, Saigon Kick annonce que Tom Defile ne participera pas à leur retour. Ils jouent quelques concerts entre mars et avril 2013 à Orlando, Ft. Lauderdale, St. Petersburg, Las Vegas, Los Angeles, et New York. Ils jouent aussi deux autres concerts en 2014 - à Las Vegas et St. Petersburg.
Le 12 mai 2015, le groupe annonce le départ du batteur Phil Varone, et son remplacement par Jonathan Mover pour les dates du groupe en 2015. Trois jours plus tard; c'est le bassiste Chris McLernon qui annonce son départ.

## Membres

### Membres actuels
- Jason Bieler - guitare solo, chant (1988-1999, depuis 2012)
- Steve Gibb - guitare rythmique (depuis 2017, membre live entre 2015–2017)[6]
- Phil Varone - batterie, percussions (1988-1997, 2000, 2012-2015, depuis 2024)

### Anciens membres
- Matt Kramer - chant (1988-1993, 1997, 2000, 2012-2023)
- Jonathan Mover – batterie (depuis 2017, membre live entre 2015–2017)
- Tom Defile - basse (1988-1992, 2000)
- Chris McLernon - basse (1992-1999)
- Pete Dembrowski - guitare (1993-1999)
- Ricky Sanders - batterie, percussions (1997-1999)

## Discographie

### Albums studio
- 1991 : Saigon Kick
- 1992 : The Lizard
- 1993 : Water
- 1995 : Devil in the Details
- 1999 : Bastards

### Album live
- 2000 : Greatest Hits Live

### Compilations
- 1998 : Moments from the Fringe
- 1998 : Greatest Mrs - The Best of Saigon Kick